# Айнесон, Ральф
Ральф Майкл Айнесон (англ. Ralph Michael Ineson; род. 15 декабря 1969) — британский актёр. Наиболее известен по роли торгового представителя Криса Финча в сериале «Офис» (2001—2003), железнорождённого Дагмера в сериале «Игра престолов» (2011—2019), и ликвидатора аварии на Чернобыльской АЭС, генерала-майора Николая Тараканова в мини-сериале «Чернобыль» (2019).

## Биография
Айнесон родился в Лидсе (Уэст-Йоркшир). Он учился в школе Вудли, Северном Йоркшире, и в школе Поклингтон. В ранних 1990-х, после обучения театральному искусству в Ланкастерском университете, он был учителем в колледже Йорка, где он также был тренером по крикету.
Он играл Фрэнка Монка в эпизоде «Раны» седьмого сезона сериала «Воскрешая мёртвых». У Айнесона была небольшая роль в четвёртом эпизоде первого сезона драматического сериала BBC «Эта жизнь». Он играл Дагмера Щербатого во втором сезоне сериала HBO «Игра престолов». Он играл Криса Финча в сериале канала BBC «Офис».
В мини-сериале 2012 года канала ITV «Титаник» он сыграл Стюарда Харта. В мини-сериале 2019 года «Чернобыль» исполнил роль руководителя воинскими подразделениями ликвидаторов генерала-майора Николая Тараканова.
Его голливудские фильмы включают «Первого рыцаря», «Из ада», «Секс, наркотики и рок-н-ролл» и небольшую роль в фильме «Проклятый „Юнайтед“».
Айнесон играл пожирателя смерти Амикуса Кэрроу в «Гарри Поттере и Принце-полукровке», «Гарри Поттере и Дарах Смерти. Части 1» и «Части 2».
В 2014 году он появился в фильме студии Marvel Studios «Стражи Галактики». В 2015-м у него была небольшая роль в шпионском фильме «Kingsman: Секретная служба», где он играл полицейского, допрашивавшего Эггси, а также одна из главных ролей в мистической картине «Ведьма», премьера которой состоялась на кинофестивале Сандэнс.
В 2017 году Ральфа можно было увидеть во второстепенной роли в фильме «Звёздные войны: Последние джедаи», а в 2018 — в роли Рика в фантастической ленте Стивена Спилберга «Первому игроку приготовиться». В 2020-м актёр был занят в проектах «Удивительное путешествие доктора Дулиттла» и «Кукла 2: Брамс».
В середине июля 2021 года в российский прокат выйдет экшн-комедия «Пороховой коктейль» при участии Ральфа. А в конце августа — фэнтези «Легенда о Зелёном рыцаре». Актёр сыграл в фильме Зелёного Рыцаря.
Айнесон использует свой характерный йоркширский акцент в различных закадровых переводах.
ТВ-рекламы, которые использовали его голос, включают: lastminute.com, автомобили Dacia и Wickes. Айнесон дал свой голос и образ печально известному пирату Чарльзу Вейну в игре «Assassin’s Creed IV Black Flag».

## Личная жизнь
Женат. Имеет двоих детей: сына Люка (род. 1999) и дочь Ребекку (род. 2003).
Является болельщиком футбольного клуба «Лидс Юнайтед».

## Фильмография

### Кино
| Год  |   | Русское название                          | Оригинальное название                         | Роль                    |
| ---- | - | ----------------------------------------- | --------------------------------------------- | ----------------------- |
| 1994 | ф |                                           | Syrup                                         |                         |
| 1994 | ф | Шопинг                                    | Shopping                                      | Дикс                    |
| 1995 | ф | Первый рыцарь                             | First Knight                                  | Ральф                   |
| 1997 | ф | Надувательство                            | Shooting Fish                                 | мистер Рэй              |
| 2001 | ф | Из ада                                    | From Hell                                     | Горди                   |
| 2001 | ф |                                           | South West 9                                  | Лиам                    |
| 2007 | ф |                                           | The Last Thing to Go Through a Fly's Mind     |                         |
| 2007 | ф |                                           | Shoot on Sight                                |                         |
| 2007 | ф | Касс                                      | Cass                                          | сержант Малинс          |
| 2008 | ф |                                           | Is Anybody There?                             | мистер Келли            |
| 2009 | ф | Проклятый «Юнайтед»                       | The Damned United                             | репортёр                |
| 2009 | ф |                                           | Suicide Man                                   | ДиДжей                  |
| 2009 | ф | Гарри Поттер и Принц-полукровка           | Harry Potter and the Half-Blood Prince        | Амикус Кэрроу           |
| 2010 | ф | Секс, наркотики и рок-н-ролл              | Sex & Drugs & Rock & Roll                     |                         |
| 2010 | ф | Робин Гуд                                 | Robin Hood                                    |                         |
| 2010 | ф | Ещё один год                              | Another Year                                  |                         |
| 2010 | ф | Гарри Поттер и Дары Смерти. Часть 1       | Harry Potter and the Deathly Hallows – Part 1 | Амикус Кэрроу           |
| 2011 | ф | Гарри Поттер и Дары Смерти. Часть 2       | Harry Potter and the Deathly Hallows – Part 2 | Амикус Кэрроу           |
| 2011 | ф |                                           | Intruders                                     |                         |
| 2012 | ф | Большие надежды                           | Great Expectations                            | сержант                 |
| 2013 | ф |                                           | The Selfish Giant                             | Джонни                  |
| 2014 | ф | Стражи Галактики                          | Guardians of the Galaxy                       | пилот                   |
| 2014 | ф | Kingsman: Секретная служба                | Kingsman: The Secret Service                  | полицейский             |
| 2015 | ф | Ведьма                                    | The Witch                                     | Уильям                  |
| 2016 | ф | Белоснежка и охотник 2                    | The Huntsman: Winter's War                    |                         |
| 2017 | ф |                                           | Soundtrack                                    | Марк                    |
| 2017 | ф | Звёздные войны: Последние джедаи          | Star Wars: The Last Jedi                      |                         |
| 2018 | ф | Ограбление в ураган                       | The Hurricane Heist                           | Коннор                  |
| 2018 | ф | Первому игроку приготовиться              | Ready Player One                              | Рик                     |
| 2018 | ф | Баллада Бастера Скраггса                  | The Ballad of Buster Scruggs                  |                         |
| 2020 | ф | Удивительное путешествие доктора Дулиттла | Dolittle                                      | Арнал Стаббинс          |
| 2020 | ф | Кукла 2: Брамс                            | Brahms: The Boy II                            | Джозеф                  |
| 2020 | ф | Дублинские дебоширы                       | Here Are the Young Men                        | мистер Лэндертон        |
| 2021 | ф | Край света                                | Edge of the World                             | сэр Эдвард Бич          |
| 2021 | ф | Пороховой коктейль                        | Gunpowder Milkshake                           | Джим Макалистер         |
| 2021 | ф | Легенда о Зелёном рыцаре                  | The Green Knight                              | Зелёный рыцарь          |
| 2021 | ф | Все говорят о Джейми                      | Everybody's Talking About Jamie               | Уэйн Нью                |
| 2021 | ф | Макбет                                    | The Tragedy of Macbeth                        |                         |
| 2022 | ф | Варяг                                     | The Northman                                  | капитан Володимир       |
| 2022 | ф | Кэтрин по прозвищу Птичка                 | Catherine, Called Birdy                       | Золотой Тигр            |
| 2023 | ф | Мизантроп                                 | Misanthrope                                   | Дин Посси               |
| 2023 | ф | Создатель                                 | The Creator                                   | генерал Эндрюс          |
| 2024 | ф | Омен. Первое знамение                     | The First Omen                                | Отец Бреннан            |
| 2024 | ф | Носферату                                 | Nosferatu                                     | доктор Вильгельм Сиверс |
| 2025 | ф | Франкенштейн                              | Frankenstein                                  | профессор Кремпе        |
| 2025 | ф | Фантастическая четвёрка: Первые шаги      | The Fantastic Four: First Steps               | Галактус                |

### Видеоигры
| Год  |    | Русское название  | Оригинальное название | Роль      |
| ---- | -- | ----------------- | --------------------- | --------- |
| 2023 | ки | Diablo IV         | Diablo IV             | Лорат Нар |
| 2023 | ки | Final Fantasy XVI | Final Fantasy XVI     | Сид       |